# Cornelius Gemma
Cornelius Gemma ou Cornelis Gemma-Frisius est un astronome, astrologue et médecin néerlandais, né à Louvain en 1535 et mort dans la même ville en 1578. Il est le fils de Gemma Frisius.

## Biographie
Cornelius Gemma commence ses études à l'école latine de Malines en 1546-1547 et les poursuit à l'université de Louvain, à la faculté des arts à partir de 1549 puis à celle de médecine. Il édite en 1556 l'ouvrage posthume de son père De astrolabo catholico. Il est nommé regius professor à l'université de Louvain en 1569 et succède à la chaire de Nicolas van Biesen. Il obtient en 1570 son doctorat en médecine et est nommé en 1574 professor ordinarius de médecine.
De 1560 à 1564, il publie ses travaux dans un périodique annuel, les Ephemerides meteorologicae, imprimé par Joannes Withagen, qui paraît avec l'approbation de l'Église catholique romaine, alors qu'il a un caractère astrologique, même si Gemma se limite aux prédictions sur les phénomènes astronomiques et à l'astrologie météorologique. Les Ephemerides meteorologicae fournissent les observations astronomiques journalières de Cornelius Gemma (phases lunaires, aspects et phases planétaires des étoiles fixes par rapport au soleil).
En tant qu'astronome, Cornelius Gemma a observé une éclipse lunaire en 1569, ainsi que la supernova de 1572 dans la constellation de Cassiopée, dite SN 1572, qu'il enregistre le 9 novembre, deux jours avant Tycho Brahe, en l'appelant une « Nouvelle Vénus »,. Avec Brahe, il est l'un des rares astronomes à identifier la grande comète de 1577 comme n'étant pas un phénomène sublunaire mais superlunaire. Il publie en 1575 dans son ouvrage De naturae divinis characterismis la première illustration scientifique d'une aurore boréale.

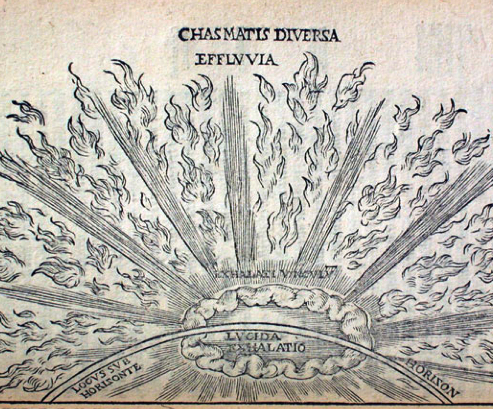
Aurore boréale, gravure dans l'ouvrage de Cornelius Gemma

Il est chargé en 1578 avec Pierre Beausard par l'université de Louvain à la demande du pape Grégoire XIII d'un rapport pour la préparation de la réforme du calendrier, qui est envoyé à Rome. 
Il meurt le 12 octobre 1578 lors de l'épidémie de peste qui tue le tiers de la population de Louvain.

## Œuvres
- De arte cyclognomica, Anvers, Christophe Plantin, 1569, une encyclopédie des sciences médicales et philosophiques.
- Stellae peregrinae jam primum exortae et calo constanter haerentis phaenomenon vel observatum divinae providentiae vim et gloriae majestatem abunde concelebrans, Louvain, 1573.
- De naturae divinis characterismis, seu raris & admirandis spectaculis, causis, indiciis, proprietatibus rerum in partibus singulis universi, Anvers, Christophe Plantin, 1575.
- De Prodigiosa specie, naturaq. cometæ, qui nobis effulsit altior lunæ sedibus, insolita prorsus figura, ac magnitudine, anno 1577. plus septimanis 10. apodeixis tum physica tum mathematica, Anvers, Christophe Plantin, 1578 Lire en ligne sur Gallica[8].